# Oskar von Stobäus

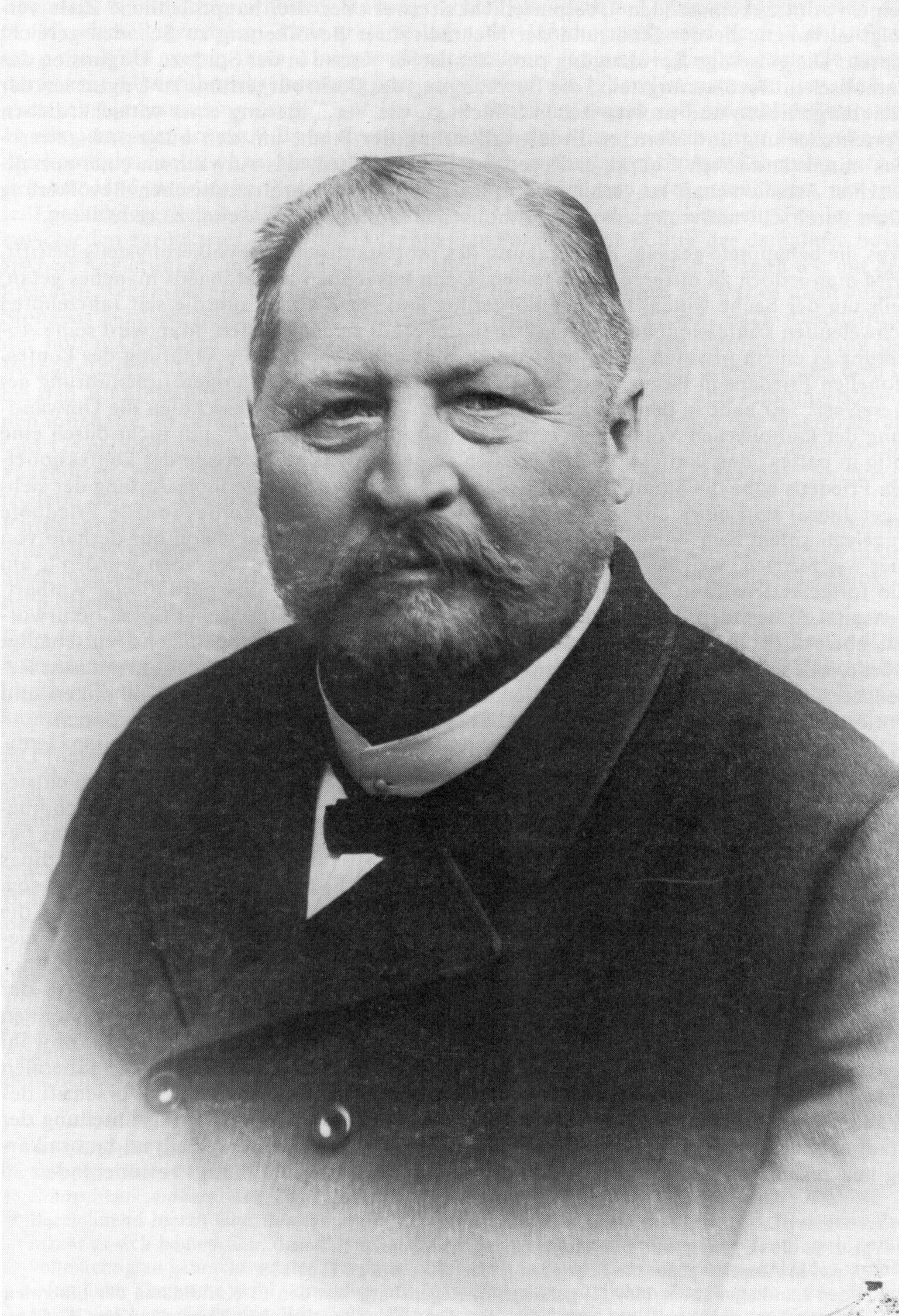
Oskar von Stobäus (1893)

Oskar Ritter von Stobäus (auch Oscar von Stobäus; * 23. Dezember 1830 in Nördlingen; † 22. Mai 1914 in München) war ein deutscher Kommunalbeamter und nationalliberaler Politiker im Königreich Bayern. Er war Bürgermeister von Lindau (1861–1868) und Regensburg (1868–1903).

## Leben
Stobäus war Sohn eines Landrichters. Von 1844 bis 1849 besuchte er das Gymnasium Christian-Ernestinum in Bayreuth. Seit 1849 studierte er an der Ludwig-Maximilians-Universität München, der Universität Jena und der Universität Leipzig Rechtswissenschaft. Seit 1850 war er Mitglied des Corps Franconia München. Er war nach den Examen Rechtspraktikant am Landgericht Weiden in der Oberpfalz und absolvierte 1855 den Staatskonkurs (Assessorprüfung). 1855–1857 war er Assessor in Weiden, ab 1857 rechtskundiger Magistratsrat in Lindau, wo er 1861 zum rechtskundigen Bürgermeister gewählt wurde. Er hatte dieses Amt bis April 1868 inne und gehörte in dieser Funktion auch dem Landrat von Schwaben und Neuburg an, 1865 bis 1867 als dessen Präsident.
Im April 1868 wurde er in Regensburg als Nachfolger des pensionierten Bürgermeisters Friedrich Schubarth zunächst für drei Jahre und danach auf Lebenszeit einstimmig zum rechtskundigen Bürgermeister gewählt. Er bekleidete dieses Amt bis zum selbst gewählten Zeitpunkt seiner Pensionierung aus gesundheitlichen Gründen am 1. Dezember 1903. In seinen Regensburger Jahren gehörte Stobäus für die Nationalliberale Partei in den Wahlperioden 1875–1881, 1887–1893 und 1893–1899 der Kammer der Abgeordneten des Bayerischen Landtages an, jeweils gewählt im Wahlkreis Regensburg. Die kommunalpolitische Ära Stobäus war gekennzeichnet durch den staatsgouvernementalen, stark protestantisch ausgerichteten Nationalliberalismus des Bürgermeisters. Nach dem Ausscheiden aus dem Bürgermeisteramt zog sich Stobäus zunächst nach Ziegelhaus bei Lindau und 1910 dann nach München zurück, wo 1912 seine Frau verschied, zwei Jahre, bevor er 1914 dort selbst starb.
Obwohl Stobäus noch während seiner Amtszeit 1886 zum Ehrenbürger von Regensburg ernannt worden war, war seine Bindung an die Stadt eher schwach geblieben. Noch 1895 erinnerte er den Regierungspräsidenten in einem vertraulichen Schreiben daran, dass er nicht nach Regensburg verlangt habe, sondern dass man ihn von höchster Stelle lange geplagt hätte, seinen schönen Sitz in Lindau am Bodensee zu verlassen. In Regensburg war dann die Amtsführung von Stobäus in erster Linie darauf ausgerichtet, das protestantische, großbürgerliche und national-liberal eingestellte Besitzbürgertum zu fördern. Diese Amtsführung war während der letzten Amtsjahre – wohl auch wegen der sehr langen Amtszeit – auf viel Kritik gestoßen. Die Kritik kam sowohl von der oppositionellen kleinbürgerlich-katholischen wie auch von der linksliberalen Seite und sogar von Seiten der staatlichen Regierung. Auch die Sozialdemokraten machte er zu seinen Gegnern, als er im Juni 1892 die Gründung der bayerischen Sozialdemokratischen Partei in einem Saal auf dem Gebiet der Stadt zu verhindern wusste, so dass die Gründungsversammlung vor den Toren der Stadt im dörflichen Vorort Reinhausen stattfinden musste. Dass sein Amt zuletzt auch für ihn selbst eine Last war, das zeigen die von ihm selbst verfassten Titel der vier Bände seines Nachlasses: Lehr-Jahre 1849–1856, Gesellen-Jahre 1857–1860, Meister-Jahre 1861–1868, Fortsetzung in der Werkstätte zu Regensburg 1868–1903 Ende November. Finis leider erst 1903!

## Bürgermeister in Regensburg

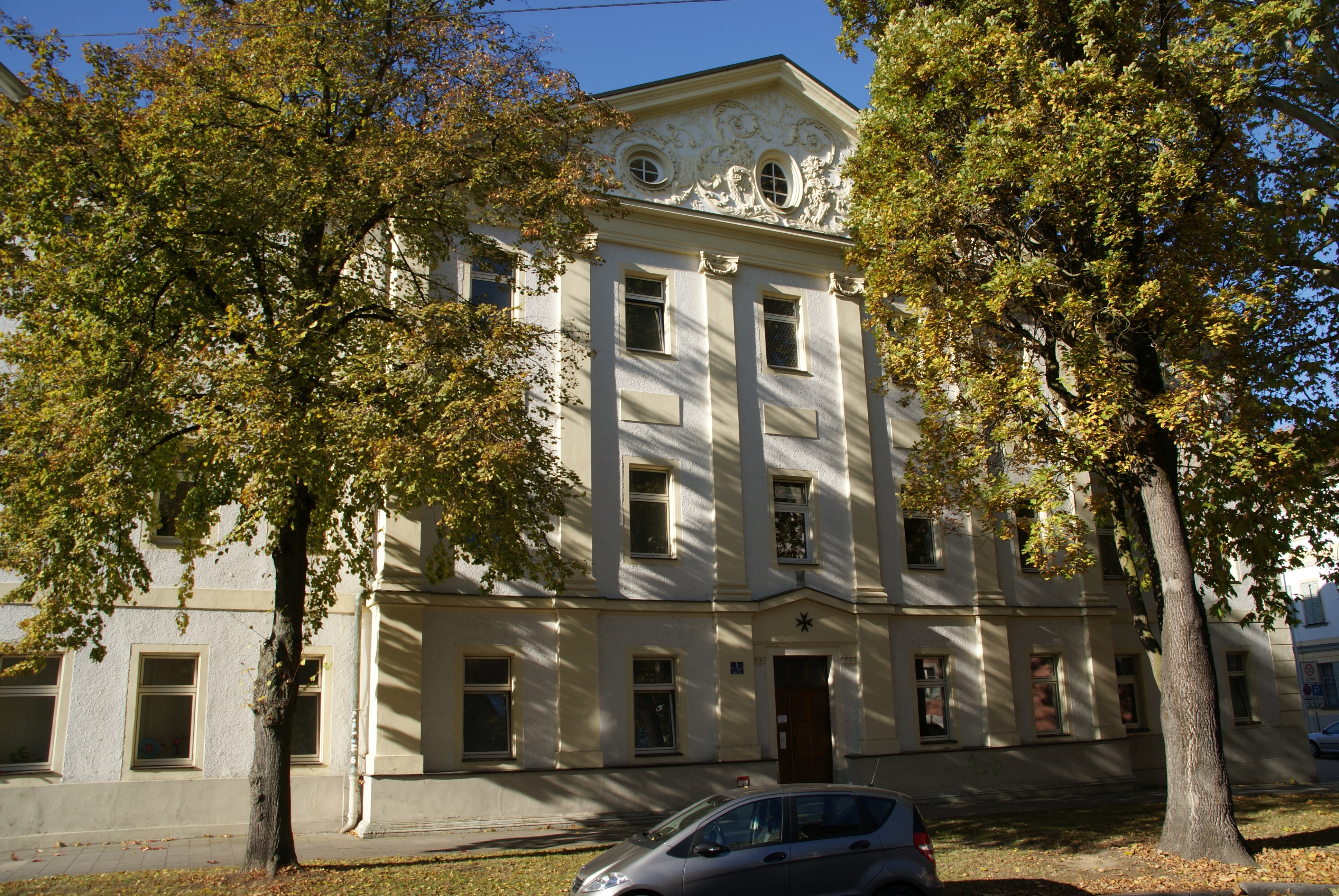
Ehemalige Porzellanfabrik am Singrün

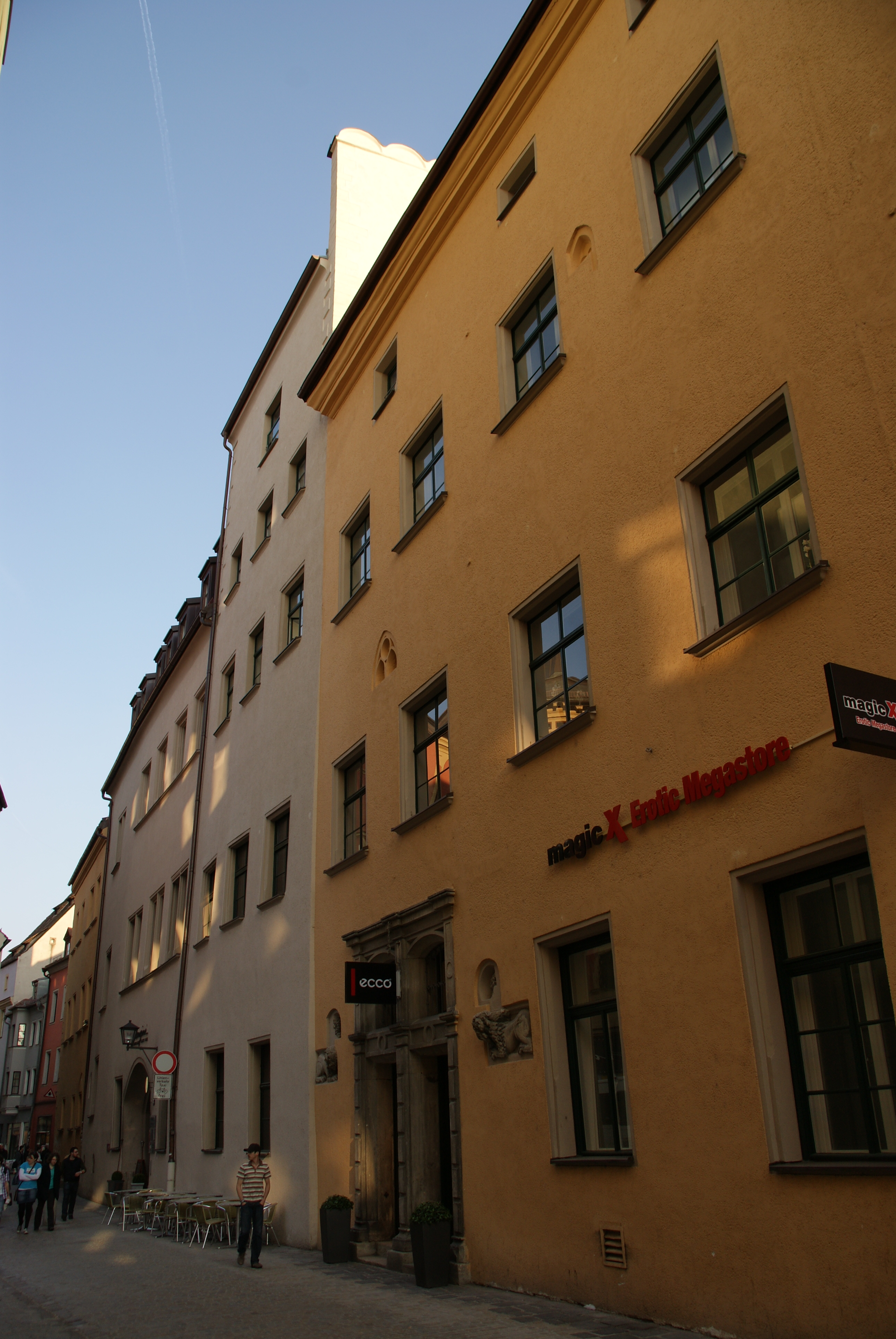
Zanthaus Gesandtenstraße (Vordergrund Ingolstetterhaus)

Seit dem Anschluss von Regensburg an das Königreich Bayern im Jahr 1810 hatte es im Laufe von fast 60 Jahren trotz des ersten Bahnanschlusses im Jahr 1859 nur schwache wirtschaftliche Entwicklungen gegeben. In der Stadt hatten sich nur wenige Kleinbetriebe angesiedelt. Nur ein Betrieb hatte sich schon vor dem Amtsantritt von Stobäus eindrucksvoll entwickelt.
- Die 1821 gegründete Bleistiftmanufaktur Rehbach hatte sich 1834 stark erweitert und war 1864 bereits zum zweitgrößten Produzenten aufgestiegen.
- Seit 1805 gab es eine Porzellanmanufaktur, die ab 1829 unter Leitung von Johann Heinrich Schwerdtner am Singrün beim Herzogspark produzierte, aber bereits 1868 ihren Betrieb wieder einstellte.[4][Anm. 1]
- 1812 gründeten die Gebrüder Bernard im Zanthaus (Gesandtenstraße) eine Zweigniederlassung ihrer Schnupftabakfabrik,[5] die sich erst 1898 auf das benachbarte Ingolstetterhaus ausweitete.
- 1833 erwarb der 1826 aus Passau zugezogene Verleger Friedrich Pustet in der Gesandtenstraße eine Liegenschaft, gründete eine Buchhandlung und legte mit dem Kauf einer Schnellpresse den Grundstein für das Pustet’sche Druckunternehmen.[Anm. 2] Erst nach dem Amtsantritt von Stobäus begann eine Phase der starken Expansion des Unternehmens.
- 1837 hatte an der Kumpfmühler Straße auf dem Areal des heutigen Justizgebäudes eine Runkelrüben-Zuckerfabrik des Fabrikanten Fikentscher ihren Betrieb aufgenommen. Die Fabrik musste 1888 ihren Betrieb wieder einstellen, weil die Reinigung der Zuckerlösung mit Knochenkohle unwirtschaftlich war.[6][Anm. 3]
- Die Bautätigkeit in der Stadt kam nach 1810 fast zum Erliegen. Während der ersten Jahrzehnte des 19. Jahrhunderts war der Neubau der Marstallgebäude auf dem Gelände von Schloss St. Emmeram, der von 1827 bis 1832 ca. 200 Arbeiter beschäftigte, die einzige größere Baustelle in der Stadt. Erst 25 Jahre später und 12 Jahre vor Amtsantritt von Stobäus wurde die Neubaumaßnahme Königliche Villa abgeschlossen.[7]

### Infrastruktur der Stadt beim Amtsantritt 1868
Die Infrastruktur von Regensburg war noch ähnlich wie zur Zeit des Anschlusses der Stadt an das Königreich Bayern im Jahr 1810 beschaffen. Die Zerstörungen in der Südoststadt während der Schlacht bei Regensburg waren wegen knapper Finanzen nur notdürftig beseitigt worden und der restliche Baubestand repräsentierte noch die Zustände des späten Mittelalters. Zwar hatten in der Amtszeit von Bürgermeister Thon-Dittmer Erhaltungsmaßnahmen der Kanalisation begonnen, jedoch konnte mit diesen Maßnahmen wegen fehlender Einnahmen bei starken Teuerungen in der Zeit der Deutschen Revolution 1848/1849 nur das herkömmliche System der Ableitung von Niederschlags- und anderem Abwasser in die Donau im Stadtgebiet aufrechterhalten werden.
Außerdem waren Verbesserungen der Infrastruktur durch Baumaßnahmen im Stadtgebiet erst nach Abriss der Stadtbefestigungsanlagen möglich. Weil der König erst 1863 die Erlaubnis zum Abriss der landseitigen Stadtmauern erteilte und weil die beiden Vorgänger von Stobäus im Bürgermeisteramt, Georg Satzinger und Friedrich Schubarth, untätig geblieben waren, erfolgte ein Großteil der Abrissarbeiten erst in nach dem Amtsantritt von Stobäus. Neben der Organisation der Abrissmaßarbeiten war Stobäus mit vielen Planungsaufgaben für die neue Infrastruktur belastet und wurde dabei ab 1880 vom Bauingenieur Adolf Schmetzer unterstützt, der 1897 zum Stadtbaumeister bestellt wurde. Beiden war klar, dass nur eine Modernisierung der Infrastruktur die Voraussetzungen für eine industrielle Entwicklung der Stadt und für verbesserte Lebensbedingungen einer anwachsenden Bevölkerung schaffen konnte.

#### Allgemeine Bauplanungen

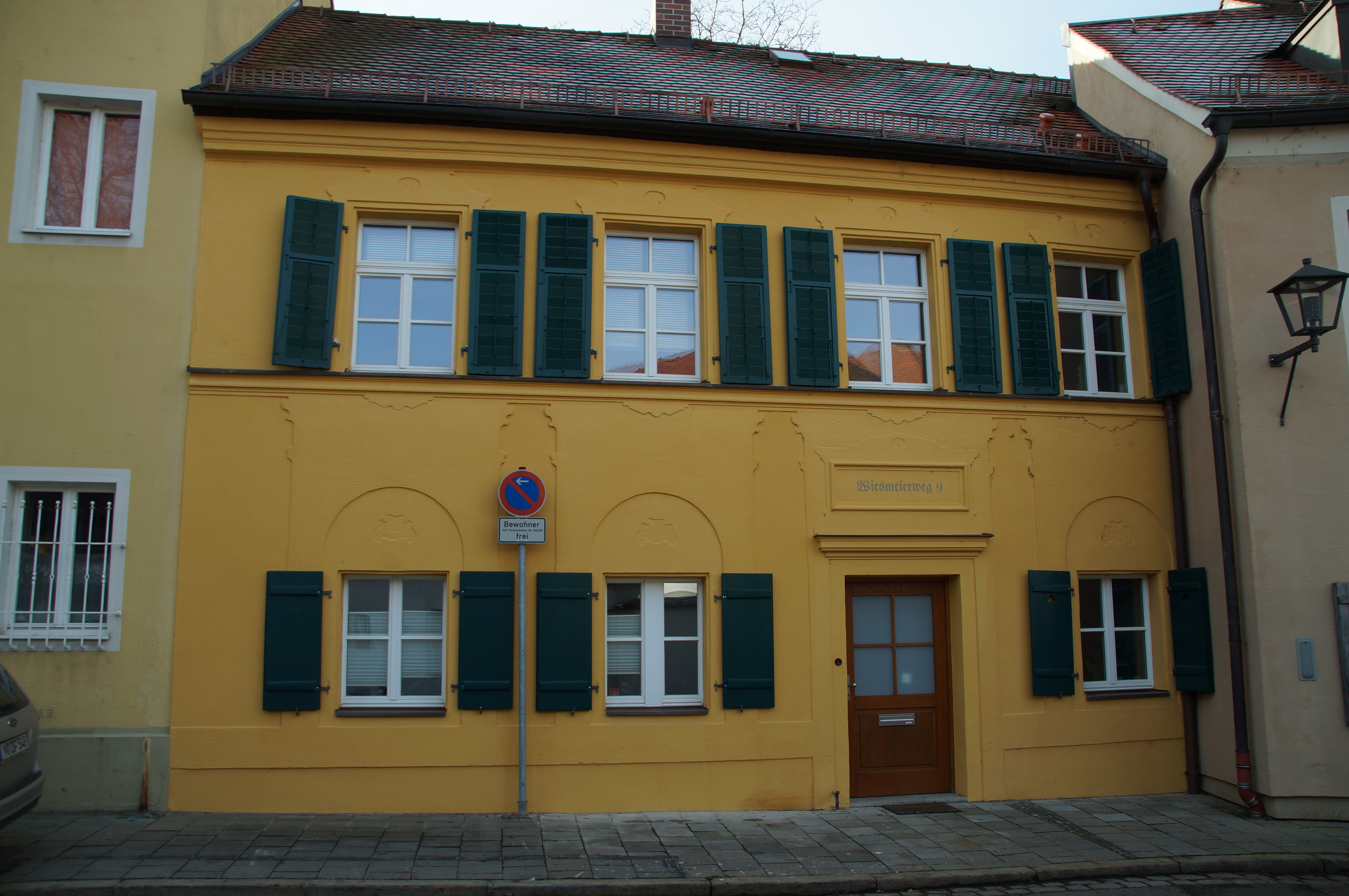
Wiesmeierweg 9, im Garten Reste Zwingermauer

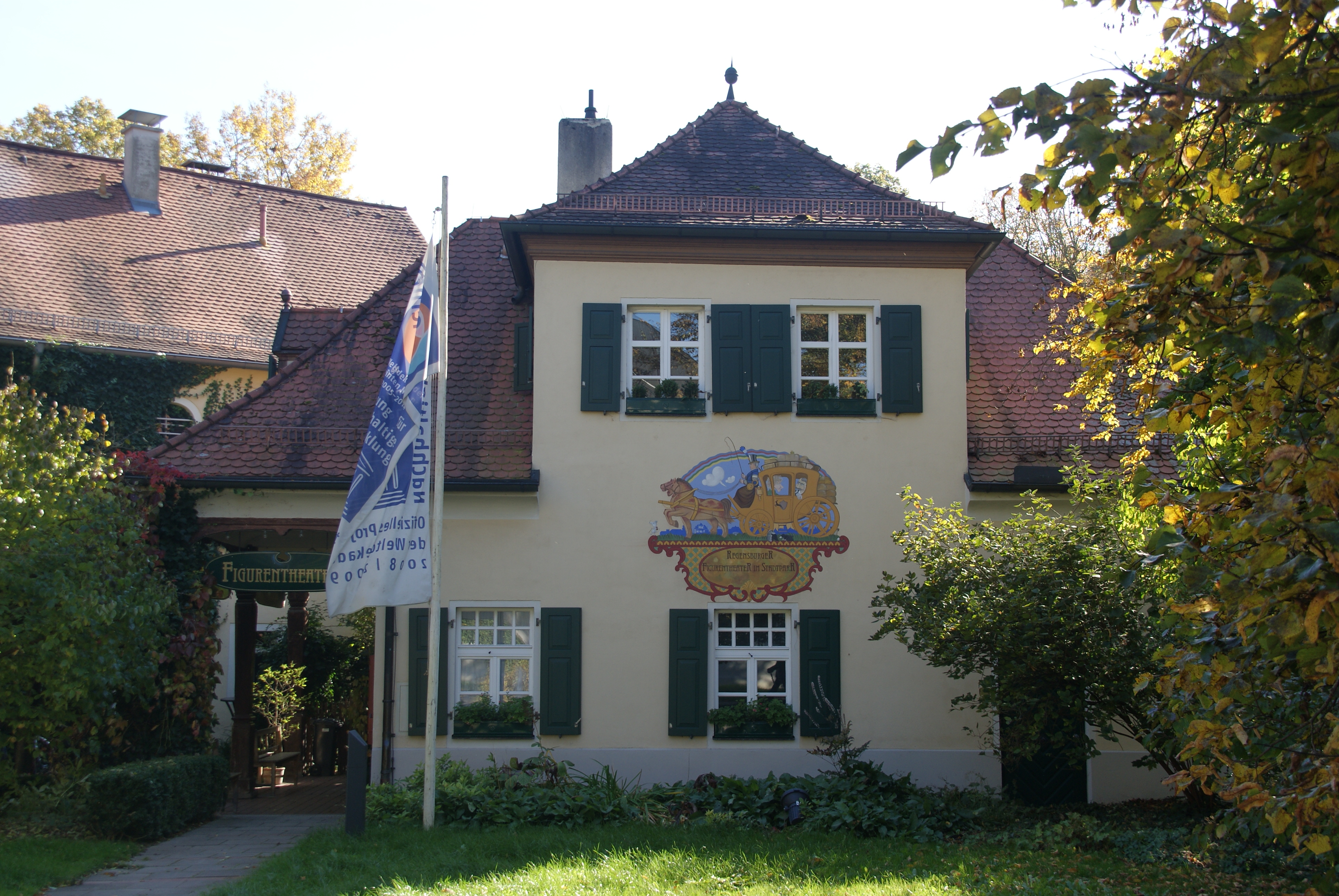
Dr. Johann-Maier-Str. 3

Nach Öffnung der Stadt durch Abriss der Stadtmauern und nach Auffüllung des Stadtgrabens war nicht nur Neu- und Ausbau von Straßen und Kanalisation möglich, sondern auch die Erbauung komplett neuer stadtnaher Wohngebiete. Für den Bau von städtischen Gebäuden wie z. B. Schulen waren Raum und neue Grundstücke in Stadtnähe verfügbar. Mit dem Verkauf von Grundstücken an private Bauherren im Bereich des Inneren Westens des Stadtsüdens und Stadtostens konnten Einnahmen erzielt und die Stadtkasse entlastet werden. Dadurch wurden auch städtische Neubaumaßnahmen möglich, denn die 1802 in Bayern unter Innenminister Montgelas beschlossene Schulpflicht erforderte den bisher versäumten Bau von neuen Schulen.

#### Innerstädtische Straßenneubauten
Innerstädtische Straßenneubauten waren überall dort erforderlich, wo vorher Mauern verliefen, wie z. B. am Petersweg, der sogar erst 1902 am Ende der Amtszeit von Stobäus auf Kosten der fürstlichen Parkanlagen seine heutige Breite erhielt, oder dort, wo Türme gestanden hatten bzw. erhalten geblieben waren, wie teilweise am Jakobstor und am Ostentor. Wichtig war auch die Straßenanbindung des 1859 entstandenen Bahnhofs. Dafür musste das Keplerdenkmal versetzt und eine Verlängerung der im Süden mit dem Maxtor endenden Maximilianstraße geschaffen werden. Die Verlängerungsstraße, die bis 1903 den Namen Bahnhofstraße trug, nutzte die Fürst-Anselm-Allee, beeinträchtigte aber die in der Bevölkerung beliebte Allee zunächst nicht massiv. Die Situation änderte sich aber, als 1886/91 der nur 30 Jahre alte Bahnhof durch einen viel größeren, Neubau ersetzt werden musste, der deutlich näher an die Stadt heranrückte. Nach dem Abriss der südlichen Stadtmauer konnte der neue Bahnhof durch Verlängerung der Straße Klarenanger mit einer neuen Straße an die Stadt angebunden werden. Die alte Bahnhofstraße blieb jedoch erhalten, gewann im Laufe der Jahre als Verlängerung der immer stärker genutzten Maximilianstraße an Bedeutung und übernahm schließlich den Namen Maximilianstraße und auch den zunehmenden Verkehr. Auch der Regensburger Hafen musste durch neue Straßen angebunden werden. Der Hafen war ab 1865 am Donauufer an der östlichen Donaulände entstanden und hatte über die Hafenbahn Anschluss an die Bayerische Ostbahn, was einen direkten Umschlag der Waren möglich machte.

#### Neue Wohngebiete
Das Neubaugebiet Ensemble Reichsstraße konnte im östlichen Vorland der durch den Abriss der Mauern geöffneten Stadt geplant werden, mit den zugehörigen Straßen und Plätzen, um das Gebiet zu erschließen. Im westlichen Vorland konnte wegen des vorhandenen Stadtparks kein Neubaugebiet geschaffen werden. Dort mussten Planungen zur Randbebauung bestehender oder neu zu schaffender Verbindungs- und Ausfallstraßen erfolgen.

#### Ausfallstraßen
Ausfallstraßen aus der Innenstadt mussten geplant werden, um bestehende Vororte und benachbarte Dörfer anzubinden, z. B. Kumpfmühl, Prüfening, Burgweinting und Neutraubling.

### Schulbau während der Amtszeit

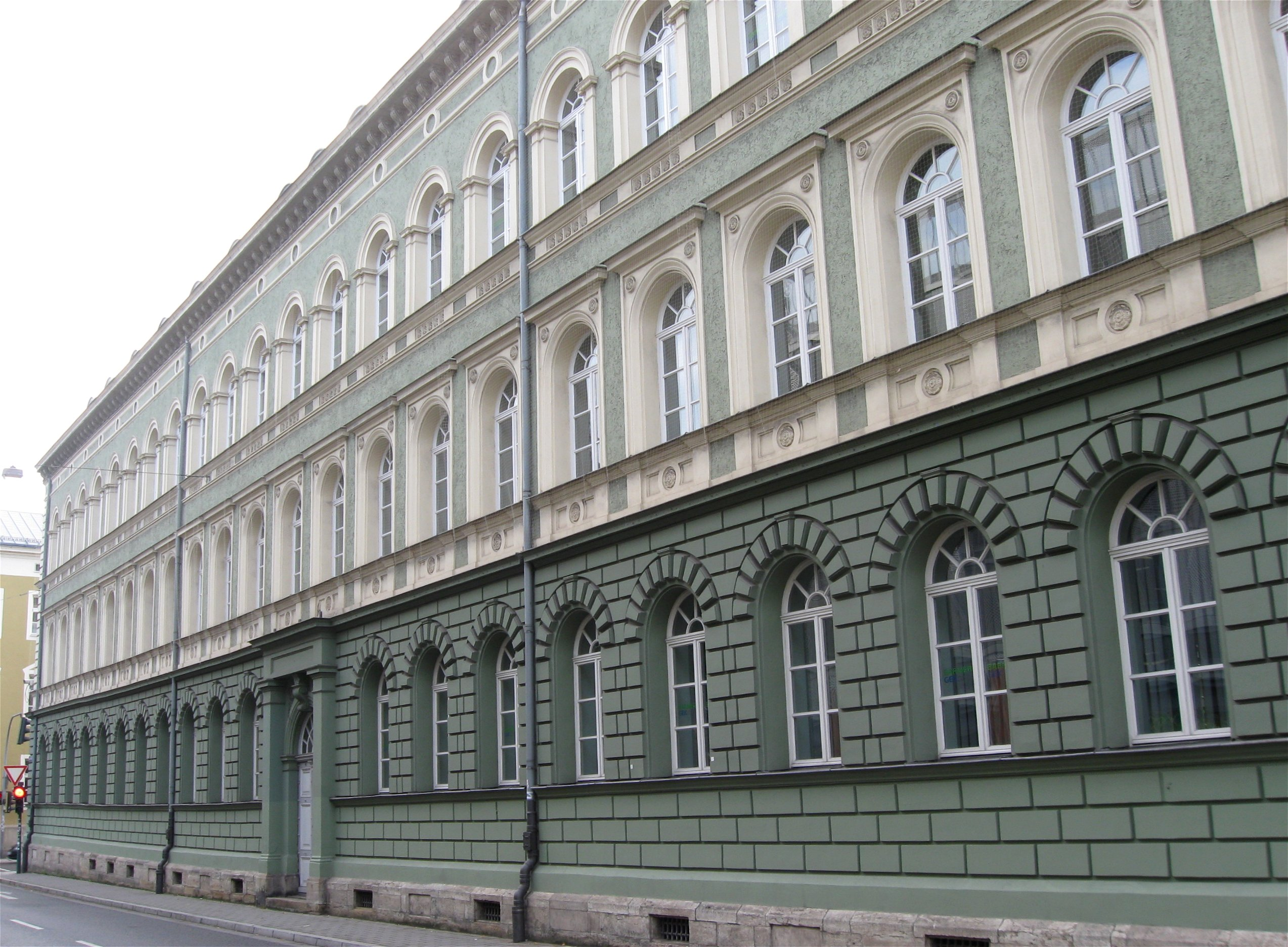
Ehemalige Klarenangerschule (heute Geschäftshaus)

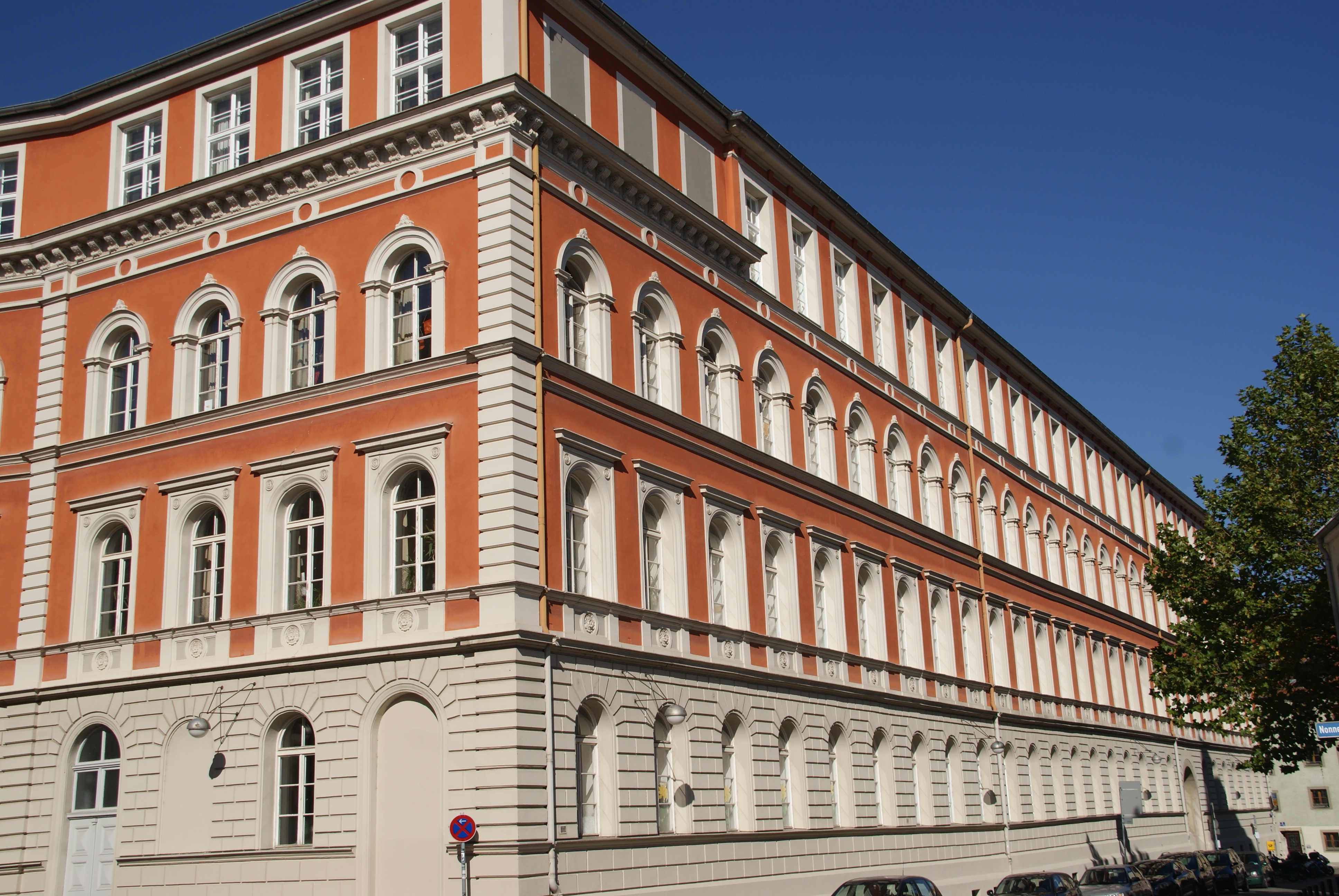
Kreuzschule

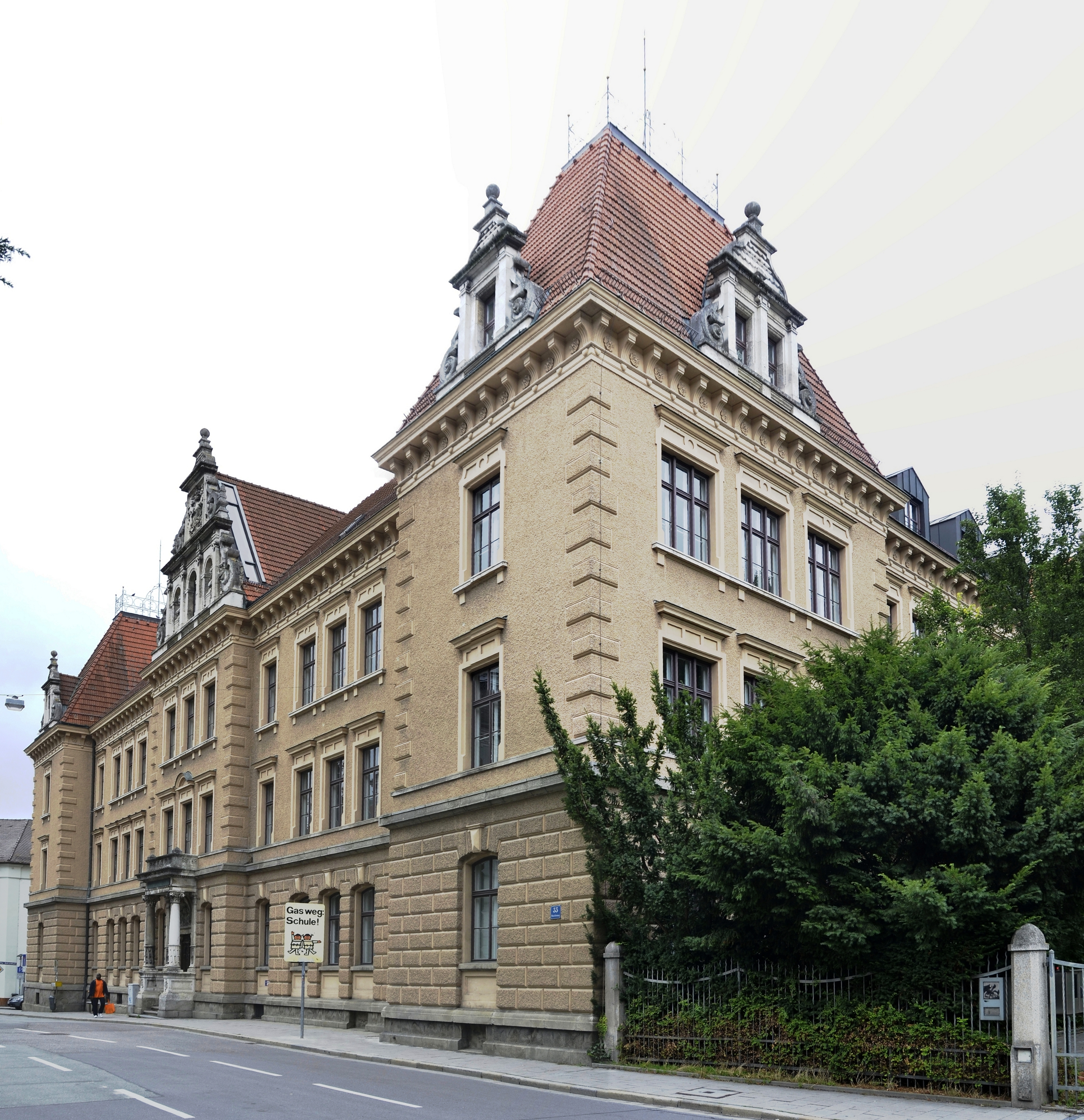
Albrecht-Altdorfer-Gymnasium

Der Amtsantritt von Stobäus fiel in die Zeit des Bayerischen Kulturkampfes. Es gab heftige Auseinandersetzungen zwischen der liberal-konservativ eingestellten bayerischen Regierung und den antimodern und ultramontan eingestellten Anhängern des politischen Katholizismus in der Bayerischen Patriotenpartei. Die Regierung mit den Kultusministern Franz von Greßer und Johann von Lutz hatte zwar die Mehrheit in der Kammer der Abgeordneten (der zweiten Kammer), ihr fehlte aber die Mehrheit in der ersten Kammer (Reichsrat), der Bayerischen Ständeversammlung. Eine liberale Schulpolitik mit gemischt konfessionellen Schulen konnte nicht durchgesetzt werden. Um trotzdem Veränderungen zu erreichen, erließ die Regierung nach 1873 Verordnungen, z. B. die Schulsprengelverordnung, mit der es möglich wurde, den Neubau von Schulen an den politischen Gemeinden statt an den Pfarrbezirken auszurichten.
In seiner Antrittsrede bezeichnete Stobäus die Schule als die wichtigste Gemeindeanstalt und forderte, die zahlreich vorhandenen Pläne schnell zu verwirklichen, auch wenn die geforderte Trennung der Schulen nach Konfessionen und Pfarrbezirken die Planungen erschwerte und man auch auf spezielle Bedürfnisse von Ordensfrauen Rücksicht nehmen musste, die in den katholischen Schulen die Mädchen unterrichten sollten. Günstig war es, dass nach Abbruch der Stadtmauern Bauplätze für Schulen vorhanden waren.
- 1870 wurde Am Schulbergl bei der Engelburgergasse ein Doppelschulhaus mit getrennten Eingängen für die protestantische Buben und Mädchen der oberen (westlichen) Stadt eröffnet, genannt die Engelburgerschule.[Anm. 12]
- Im gleichen Jahr 1870 wurde auch für die protestantischen Buben und Mädchen und die katholischen Buben der unteren (östlichen) Stadt ein Doppelschulhaus am Klarenanger (südlicher Dachauplatz) gebaut, genannt die Klarenangerschule. Für die katholischen Mädchen war bereits 1866 die Ostenschule an das ehemalige Kloster St. Klara angebaut worden, die 1873 erweitert wurde.[Anm. 13] Kloster und Schule wurden 1809 während der Schlacht bei Regensburg zerstört.
- 1872 wurde Am Nonnenplatz beim Dominikanerinnenkloster Heilig Kreuz ein Doppelschulhaus mit getrennten Eingängen für katholische Buben und Mädchen der oberen (westlichen) Stadt eröffnet, genannt die Kreuzschule.[Anm. 14]
- 1875 wurde der Neubau eines Gymnasiums am Ägidienplatz bezogen für das aus dem Gymnasium poeticum und dem Jesuitengymnasium St. Paul 1811 durch Zusammenschluss gebildete sog. Vereinigte paritätische Gymnasium. Das neue Gymnasium nannte sich zunächst Königlich Bayerisches Gymnasium, war katholisch geprägt und nannte sich dann Altes Gymnasium. Seit 1962 trägt der Neubau des Alten Gymnasiums am neuen Standort im Stadtwesten den Namen Albertus-Magnus-Gymnasium Regensburg.
- Daraufhin plante auch die Stadt Regensburg den Bau eines Gymnasiums. 1894 wurde das nach Plänen von Adolf Schmetzer auf den Fundamenten der abgerissenen Stadtmauer erbaute, protestantische königliche Neue Gymnasium im Osten der Altstadt eröffnet, das seit 1962 den Namen Albrecht Altdorfer-Gymnasium trägt.

Die Finanzierung der Volksschulbauten erfolgte durch die Aufnahme eines günstigen Kredits mit 30-jähriger Laufzeit über 600.000 Gulden (1 Million Mark). Mit diesen Schulbauten konnten die Klassenstärken auf 47 Schüler(innen) abgesenkt werden. Jedoch war der Erfolg nicht dauerhaft, weil die Schülerzahl unerwartet rasch anstieg. 1890 lagen die durchschnittlichen Klassenstärken bei 60 und in den katholischen Mädchenklassen sogar bei 71 Schülerinnen, in Einzelfällen sogar bis zu 90 Schülerinnen. Es war eine zweite Schulbauphase erforderlich, die um die Jahrhundertwende begann. Die neue Bauphase hatte aber nur eine Raumerweiterung zum Ziel, denn die neuen liberalen Tendenzen in der Schulpolitik waren immer noch nicht politisch durchsetzbar, weil bei Wahlen die Stimmenanteile der liberalen Partei zu Gunsten der katholisch-konservativen Parteien (Bayerische Patriotenpartei) und der 1893 erstmals in den Landtag eingezogenen Sozialdemokraten gesunken waren.
- Der katholischen Knabenschule der unteren Stadt wurde die gesamte Klarenangerschule eingeräumt. Für die protestantischen Kinder der unteren Stadt wurde 1898 an der von-der-Tann-Straße ein neues Schulhaus erbaut, die Von-der-Tann-Schule.
- Die Kreuzschule wurde nicht erweitert, sondern es wurde im Südwesten der Stadt in der Augustenstraße 1901 ein neues Schulgebäude für katholische Kinder der oberen (westlichen) Stadt eröffnet, die Augustenschule, die auch Kinder der Gemeinde Karthaus-Prüll aufnahm und die 1908 noch erweitert wurde. Den katholischen Mädchen der unteren Stadt wurde ein Kanonikalhof in der Schäffnerstraße zugewiesen.
- Die seit 1871 in der Schäffnerstraße untergebrachte private von-Müllersche höhere Töchterschule, die auf einer Stiftung des Thurn und Taxischen Geheimrats Georg Friedrich von Müller beruhte, wurde 1900 in eine kommunale Anstalt umgewandelt und bezog 1903 ein vom Stadtbaurat Adolf Schmetzer unter Mitwirkung von Paul Bonatz im Jugendstil entworfenes Gebäude am Petersweg auf dem Areal des 1809 zerstörten Jesuitenkollegs.

Die Finanzierung der Schulbauten erfolgte durch städtische Anleihen. Mit den Schulbauten konnten die Klassenstärken wieder auf 48 Schüler(innen) gesenkt werden.

### Gas- und Elektrizitätsversorgung
Nach zehnjähriger Planung war 1857 außerhalb der damals noch vorhandenen Stadtmauer in der heutigen Landshuter Straße ein Gaswerk als eines von damals ca. 140 in Deutschland existierenden Gaswerken erbaut worden. Bereits um 1865, kurz vor Amtsbeginn von Stobäus, war die anfängliche Gaserzeugung durch Holzvergasung auf Kohlevergasung umgestellt worden. Als Betreiber der Gasfabrik wurde die Aktiengesellschaft für Gasbeleuchtung zu Regensburg gegründet. Nachdem sich die Kohlevergasung bewährt und der Gasverkauf als rentabel erwiesen hatten, wurde das Gaswerk 1897 kommunalisiert.

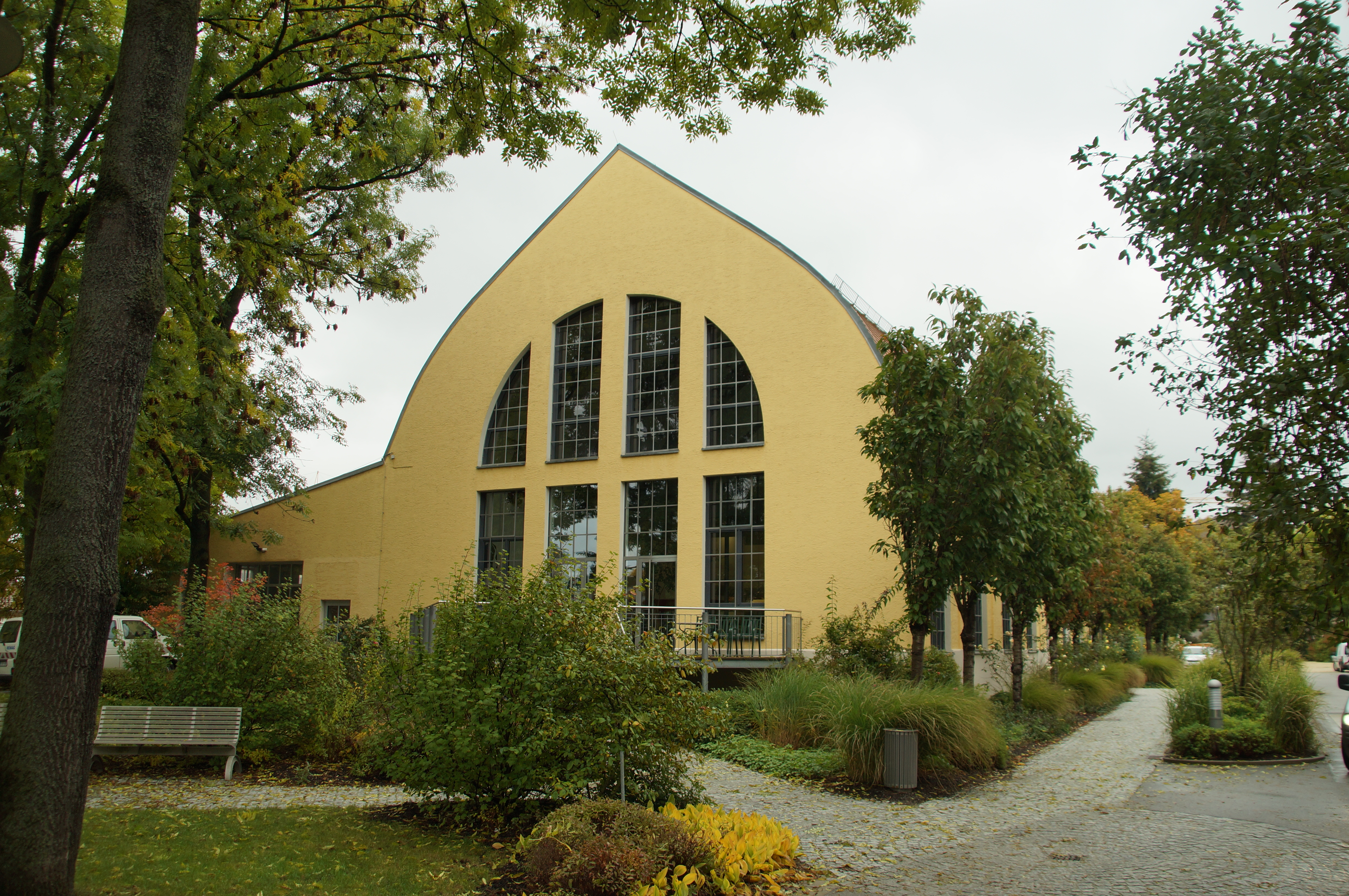
Ehemaliges Gaswerk Regensburg, erbaut 1910

Zunächst hatte das Gas nur zur Straßenbeleuchtung mit anfänglich 580 Lampen gedient. Bald gab es aber auch nicht städtische Großabnehmer wie z. B. die Bahngesellschaft. 1869 beim Amtsantritt von Stobäus gab es auch schon 371 Kleinabnehmer, deren Anzahl bis 1897 auf 917 und bis 1911 auf 4978 Nutzer anstieg (bei 52.000 Einwohnern). Nachdem der Großabnehmer Bahn 1892 auf elektrische Beleuchtung umgestellt hatte und auch andere industrielle Verbraucher von Gas- auf Elektronutzung umstellten, war der Reinerlös der Gesellschaft für kurze Zeit stark zurückgegangen. Nach 1901 wurde Gas aber auch vermehrt zum Heizen und Kochen in Haushalten genutzt, weil Stobäus immer bestrebt war, niedrige Gaspreise für die Wärmeerzeugung festzusetzen und das Gaswerk nicht als Einnahmequelle für die Stadtkasse zu nutzen. Der Gasverbrauch stieg daraufhin so schnell an, dass zum Ende der Amtszeit von Stobäus unter Stadtbaumeister Adolf Schmetzer die Planung für den Neubau eines Gaswerkes begann, das 1910 weit im Osten der Stadt eröffnet wurde.
- Ähnlich wie den Aufbau der Gasversorgung betrieb Stobäus auch den Aufbau der Elektrizitätsversorgung, die 1867 mit der Konstruktion einer Elektrodynamischen Maschine durch Werner von Siemens begonnen hatte, deren Einsatz sich aber verzögerte, weil die Entwicklung von geeigneten Glühlampen durch Edison erst 1880 abgeschlossen war. Im Februar 1900 nahm in Regensburg das erste Elektrizitätswerk in der Augustenstraße den Betrieb auf, mit dem Schloss St. Emmeram als dem größten Abnehmer. Nach Verlegung von 31 km Kabel hatte das E-Werk ein Jahr später bereits 242 Abnehmer, die 11.246 Glüh- und Bogenlampen und 53 Motoren betrieben.
- Betreiber des E-Werkes war die Elektrizitäts-Aktiengesellschaft vormals Schuckert & Co., mit der die Stadt einen Vertrag auf 50 Jahre abgeschlossen hatte, in dem Stobäus auch ein Mitspracherecht der Stadt bei der Preisgestaltung verankert hatte. Der Vertrag umfasste auch den Betrieb einer Straßenbahn, die ihren Betrieb mit zwei Linien am Ende der Amtszeit von Stobäus 1903 aufnahm. Der Betrieb der Straßenbahn hatte umfangreiche Straßenbaumaßnahmen erforderlich gemacht. Die Baumaßnahmen umfassten sogar den Abriss von zwei Häusern bei der Auffahrt auf die Steinerne Brücke, ein Problem, das von Stadtbaumeister Adolf Schmetzer sehr zufriedenstellend gelöst wurde. Um die Interessen der Stadt dauerhaft wahrnehmen zu können, erwarb die Stadt nach langen Verhandlungen das E-Werk und die Straßenbahn 1909 käuflich von der Elektrizitäts-Aktiengesellschaft für 1.900.000 Mark (1871).[13]

### Wasserversorgung
Beim Amtsantritt von Stobäus herrschte bei schlechten Wohnverhältnissen und mangelnder Infrastruktur ein starkes Bevölkerungswachstum. Die Sterblichkeitsrate mit besonders hoher Säuglingssterblichkeit lag über dem Durchschnitt in Bayern. Die Wasserversorgung und die Abwasserentsorgung waren deshalb die ersten Maßnahmen, die in Angriff genommen werden mussten. Geplant war die Einführung der Schwemmkanalisation, mit der nicht nur Abwässer, sondern auch häusliche Fäkalien entsorgt werden sollten, die bisher in Versitzgruben gesammelt und separat entsorgt werden mussten. Zunächst aber musste die Frage der Trinkwasserversorgung gelöst werden, weil die drei bisherigen Wasserquellen in (Dechbetten, Prüfening und am Eisbuckel) sehr unergiebig geworden waren.
Die Suche nach neuen Trinkwasserquellen erwies sich als sehr aufwändig, so dass zunächst die 1238 Pumpbrunnen in der Stadt weiter betrieben wurden, obwohl eine Untersuchung ergeben hatte, dass 80 % der Brunnen Wasser von schlechter oder sogar ungenießbarer Qualität lieferten. Zur gleichen Zeit vermutete in München Max Pettenkofer einen Zusammenhang zwischen Wasserqualität und Cholera. Im Laufe des Jahres 1872 wurden nördlich der Donau in Sallern ergiebige Wasserquellen gefunden und 1873 von der inzwischen gegründeten Wasserversorgungs-Aktiengesellschaft aufgekauft. Um das Wasser in der Stadt verteilen zu können, war der Bau von Hochbehältern auf den Hügeln nördlich der Stadt (Dreifaltigkeitsberg) erforderlich. Die benötigten Rohrleitungen mussten die Donau unter der Flusssohle queren. Am 1. September 1875 wurde die gesamte Anlage in Betrieb genommen und die Eröffnung mit einer neu erbauten Wasserfontäne auf dem Bismarckplatz vor dem Präsidialpalais gefeiert. In den Folgejahren wurde die Anlage laufend erweitert, 1877 die nördlichen Vororte Steinweg und Stadtamhof einbezogen, sowie nach dem Bau neuer Hochbehälter auf den südlichen Hügeln der Stadt auch die Vororte Kumpfmühl und Ziegetsdorf. Bis Ende 1878 konnten alle Aktien der Gesellschaft in kommunalen Besitz überführt und ein städtisches Wasserwerk gegründet werden.

### Kanalisation und Abwasserentsorgung
Teile der Kanalisation waren schon in der Amtszeit des Vorgängers von Stobäus Friedrich Schubarth auf Anweisung der Kreisregierung erbaut worden, waren aber ohne System angelegt und mit erheblichen Mängeln behaftet. Andere Teile der Kanäle stammten noch aus reichsstädtischer Zeit, waren brüchig und schadhaft. Alle alten Kanäle sammelten nur Niederschlags- und Fabrikationsabwässer, die dann über 20 Auslässe im bewohnten Bereich der Stadt in die Donau geleitet wurden. Die Durchspülung der Kanäle erfolgte nur stoßweise mit Hilfe des Wassers aus dem Vitusbach.

#### Planung Kanalisation
Eine schnelle Erneuerung des gesamten Kanalsystems war nötig, denn in den ersten zehn Jahren nach dem Amtsantritt von Stobäus stieg die Anzahl der Todesfälle durch Typhus auf 125, davon die Mehrzahl in den Wohnquartieren entlang der Donau. Über die zu ergreifenden Maßnahmen entspannen sich langwierige, heftige Diskussionen, denn es musste auch entschieden werden, ob die häuslichen Versitzgruben verboten werden sollten, um auch die Fäkalien mit Hilfe der Schwemmkanalisation über das neue Kanalsystem zu entsorgen. Das geplante Schwemmkanalsystem sollte auch eine gute Durchspülung der Rohre mit Hilfe der aus der Trinkwasserversorgung stammenden Hausabwässer sicherstellen. Am schnellsten fiel 1888 der Entschluss zum Bau eines neuen Schlachthofs weit östlich außerhalb der Innenstadt, denn auch die Abwässer und Abfälle des alten Schlachthauses in der Innenstadt am Fischmarkt waren bisher mitten im Wohnbereich in der Donau entsorgt worden.

#### Bau, Finanzierung und Folgen der Kanalisation
Im Dezember 1889 fiel der Beschluss, ein die ganze Stadt umfassendes, flächennivelliertes, auf modernen Grundsätzen basierendes Kanalisationssystem mit gemauerten, betonierten Kanalrohren zu erbauen, das es möglich machen sollte, die Abwässer der Stadt in hoher Verdünnung außerhalb der bewohnten Stadt in die Donau abzuleiten. 10 Jahre später wurde der Beschluss dahingehend erweitert, auch die häuslichen Versitzgruben zu verbieten und die Fäkalien ebenfalls mittels der Schwemmkanalisation in hoher Verdünnung in die (staatliche) Donau abzuleiten. Das hatte zur Folge, dass alle Häuser auf Kosten der Bewohner mit Spülaborten ausgerüstet werden mussten. Außerdem sollte es aber weiterhin möglich bleiben, die Spülung der Kanalrohre auch mit Hilfe des Vitusbaches durchzuführen. Der Hauptauslass der Abwässer sollte östlich unterhalb der Königlichen Villa angelegt werden.
Die Kanalarbeiten begannen 1889 und waren 1911 noch nicht beendet. Bis dahin waren 41 km Kanäle gebaut worden, aber von den 2450 Anwesen der Stadt waren erst 1763 an das System angeschlossen. Die Gesamtkosten betrugen bis dahin 3.534.546 Mark. Für Hausbesitzer, die die finanziellen Lasten nicht tragen konnten, wurde ein Unterstützungsfond aufgelegt, der sehr gute Dienste leistete. Die hohen Kosten der Stadt konnten nicht aus dem laufenden Haushalt gedeckt werden. Nach 1890 dienten alle aufgenommenen Darlehen überwiegend zur Finanzierung des Kanalbaus. Eine positive Folge des Kanalbaus und der 1906 eingeführten Hausmüllabfuhr war die Verringerung der Sterblichkeit zwischen 1876 und 1908 um 33 %.

### Winterhafenbau und Planung Neuer Hafen

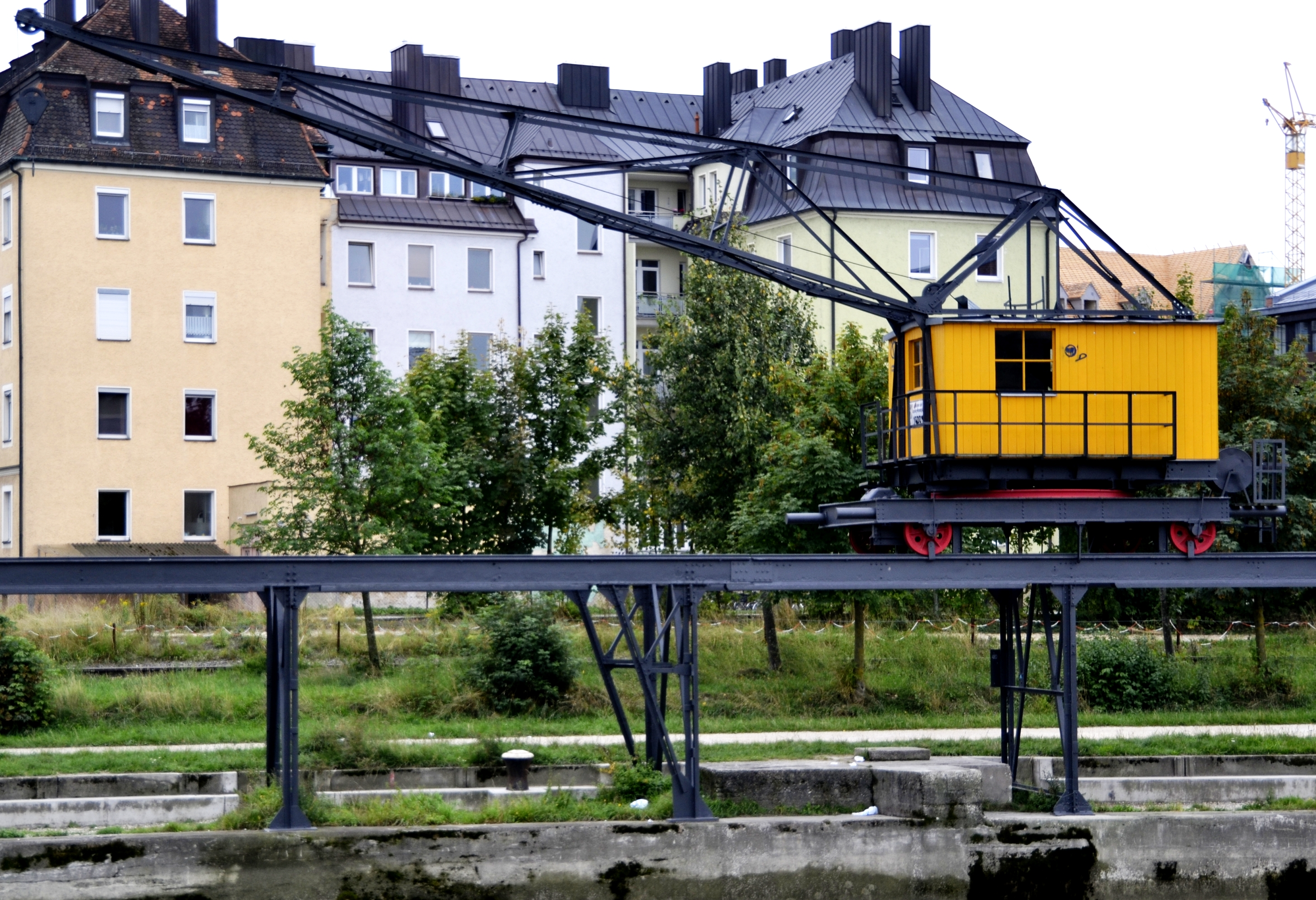
Historischer Hafenkran

Gut 10 Jahre vor Amtsantritt von Stobäus war auf der Donauinsel Unterer Wöhrd der sogenannte Winterhafen angelegt worden, der nur durch einen Stichkanal mit der Donau verbunden war. Der Bau dieses Hafens erfolgte im Auftrag der Bayerisch-Württembergischen Donaudampfschiffsfahrtgesellschaft, die dann dort eine Schiffswerft betrieb. Der Bau des ersten Schiffes war 1837 abgeschlossen, im März 1838 wurde der regelmäßige Schiffsverkehr zwischen Regensburg und Linz aufgenommen und 1864 wurde die Gesellschaft vom bayerischen Staat übernommen.

#### Alter Hafen
Beim Amtsantritt von Stobäus gab es in Regensburg zwei Hafenanlagen: den erwähnten Winterhafen am südlichen Ufer des Unteren Wöhrds, in dem kein Warenumschlag stattfand, und den Hafen zum Warenumschlag an der Donaulände, am südlichen Donauufer östlich der Eisernen Brücke im Bereich der Altstadt. Beide Häfen wurden in der Amtszeit von Stobäus ab 1895 von drei Schifffahrtsgesellschaften genutzt, von denen zwei ausschließlich Güterverkehr mit Getreide (bergwärts) und mit Industriegütern (talwärts) betrieben.

#### Planung Neuer Hafen
Der fehlende Winterumschlag betraf besonders das zum Betrieb von Petroleumlampen benötigte Petroleum, das aus Rumänien eingeführt wurde. Deshalb kam es 1897 im Stadtmagistrat zu einer für die folgenden Jahre wegweisenden Entscheidung. Es sollte eine Tankanlage errichtet werden, wo das als Leuchtöl für Lampen dringend benötigte Massengut Petroleum gelagert werden konnte. Bereits im April 1898 wurden die ersten drei Tanks gebaut, jedoch zeigte sich bald, dass die Kapazität zu gering war. Man benötigte einen eigenen winterfesten Hafen, um auf seinem Gelände das Petroleum auch raffinieren zu können, damit es als Treibstoff für Motoren geeignet war. Bereits 1899 erfolgte eine erste umfangreiche Eingabe an die Bayerische Staatsregierung mit der Bitte, einen wintersicheren Petroleumhafen in Regensburg zu errichten. Die Petitionen wurden 1900, 1902 und 1904 wiederholt, blieben aber über das Ende der Amtszeit von Stobäus hinaus ohne Erfolg, weil die Staatsregierung zunächst die Schifffahrtsverhältnisse auf der Donau verbessern wollte. Nachdem das geschehen war, begannen die Verhandlungen zur Finanzierung der Hafenbaumaßnahme. Schon Stobäus hatte 1901 begonnen, am geplanten Standort des neuen Hafens im Osten der Stadt Grundstücke aufzukaufen, so dass die Stadt 1906 beim Abschluss des Bauvertrags der Staatsregierung unentgeltlich 110 Tagwerk (374.880 m²) zur Verfügung stellen konnte und dann zusätzlich auch noch weitere finanzielle Lasten für Straßen-, Kanal- und Wasseranschluss tragen musste. Am 6. Juni 1910 wurde der Hafen eröffnet unter Bürgermeister Hermann Geib, dem Nachfolger von Stobäus.

### Weitere Maßnahmen in der Amtszeit
Als 1892 das alte Postgebäude südlich vom Regensburger Dom abgebrochen wurde, hegte man bereits seit 10 Jahren die Hoffnung, dem Dom auf der Südseite endlich mehr Freiraum verschaffen zu können. Mit dem für das Diözesanbauwesen zuständigen Domvikar Georg Dengler, dem fürstlichen Baurat Max Schultze und der Verlegerfamilie Pustet gründete Stobäus das sog. Comité für die Freiheit des Regensburger Domes, das dann systematische Lobbyarbeit betrieb, um die Freilegung des Domes als nationale Angelegenheit zu propagieren. Letztendlich wurden die Pläne erfolgreich umgesetzt und führten in den Folgejahren durch weitere großräumige Abrissmaßnahmen von Gebäuden südlich des Doms zum Erscheinungsbild des heutigen Domplatzes.
Im Januar 1902 fasste der Magistrat der Stadt auf Betreiben von Stobäus zusätzlich den Beschluss, den neu entstandenen Platz mit einem Reiterdenkmal für König Ludwig I. zu schmücken, auch um ihm nachträglich für die Vollendung der Domtürme zu danken.

## Ehrungen

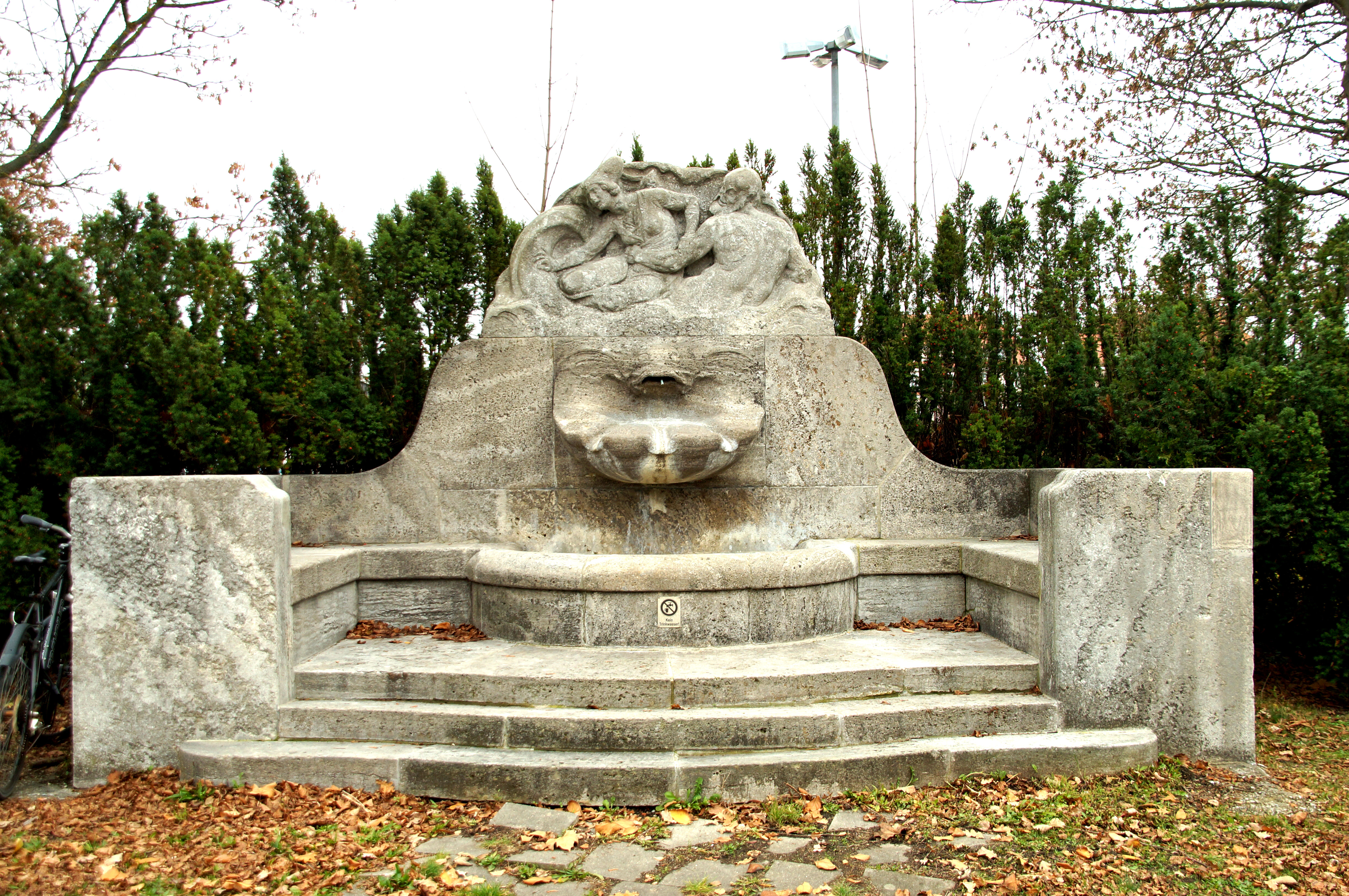
Stobäusbrunnen am Stobäusplatz

- Ritterkreuz zum Verdienstorden der Bayerischen Krone, Nobilitierung (1880)
- Geheimer Hofrat (1898)
- Ehrenbürger von Lindau (1868)
- Ehrenbürger von Regensburg (1886)[19]
- Die Stadt Regensburg gab 1906 Stobäus zu Ehren ein Denkmal in Auftrag (Architekt: German Bestelmeyer, Bildhauer: Georg Albertshofer), das den 1904 nach Straßenneubaumaßnahmen entstandenen Stobäusplatz verschönern sollte. Das Motiv des Brunnens – eine Nixe in den Armen eines Wassermannes – hätte man als Hinweis auf die stadtbekannten Abenteuer des ehemaligen Bürgermeisters missverstehen können. Eventuell war Stobäus darüber so verärgert, dass er sich die Anwesenheit einer Delegation aus Regensburg bei seiner Beerdigung verbat.[3]